# Yves Dupont (football)
Pour les articles homonymes, voir Yves Dupont.
Yves Dupont, né le 5 octobre 1908 à Saint-Pons-de-Thomières et mort le 5 mai 1991 à Valleraugue, est un footballeur français.
Il remporte avec le FC Sète le championnat et la Coupe de France en 1934.

## Carrière

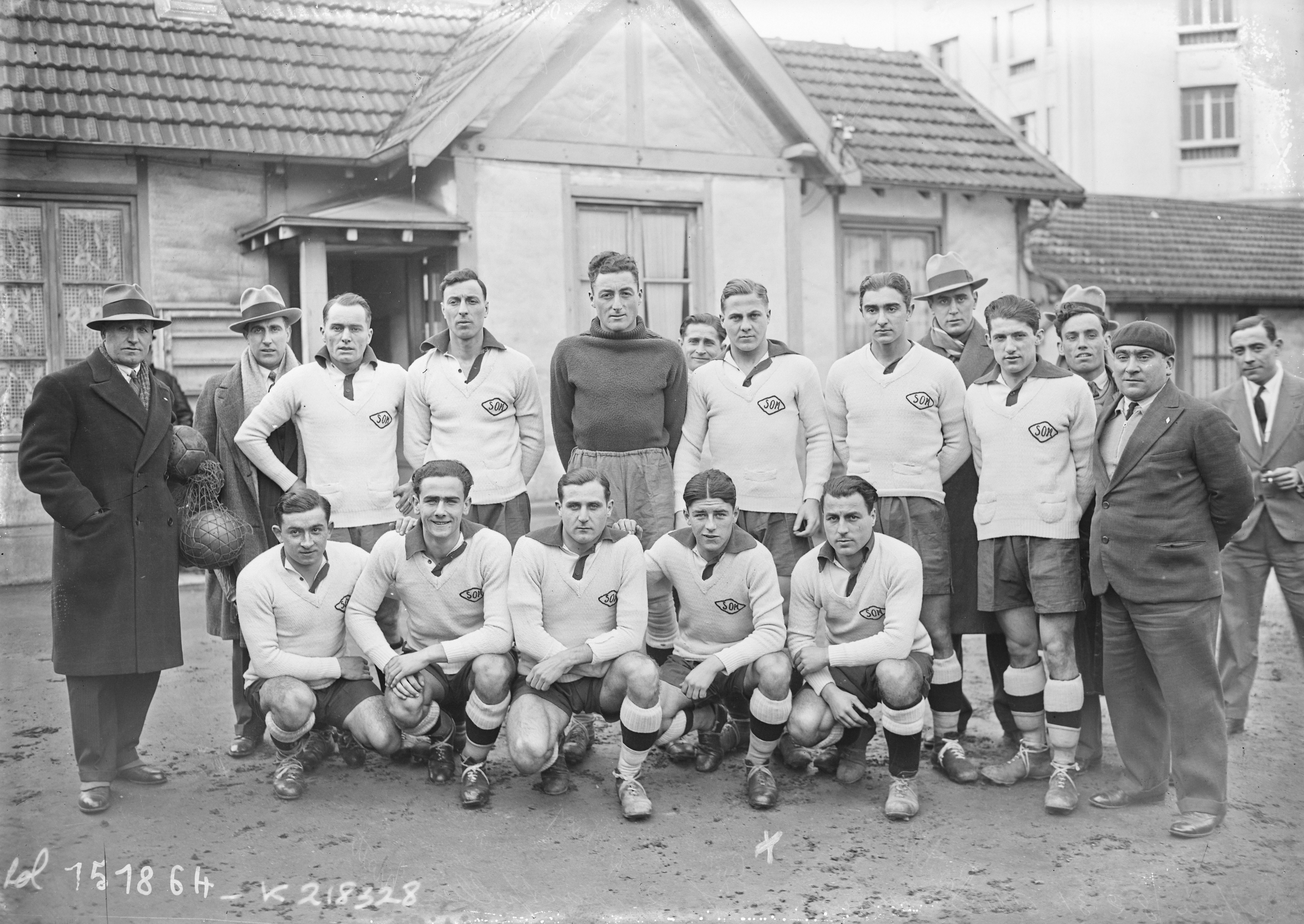
Photo d'équipe du SO Montpellier, en 1931.

Natif de l'Hérault, Yves Dupont semble se faire remarquer comme footballeur, au poste de demi, dans le club de la petite commune de Bédarieux. 
Il est engagé par le SO Montpellier vers 1929. En 1931, il atteint avec son club la finale de la Coupe de France mais s'y incline face au Club français. La saison suivante, le club remporte la Division d'honneur du Sud-Est. 
En 1932, un championnat de France professionnel est créé, auquel Montpellier adhère. Dupont ne suit pas et part jouer en 1932-1933 à l'AS Béziers. L'année suivante, il rejoint finalement le FC Sète, club ambitieux de première division dont le nouvel entraîneur, René Dedieu, a connu Dupont au SO Montpellier. Dupont et Dedieu y remportent pour leur première saison le championnat, dont Dupont joue les 26 matchs, ainsi que la Coupe de France, dont Dupont joue la finale. 
Dupont est encore titulaire à Sète la saison suivante, puis il retourne au SO Montpellier, tombé en deuxième division, en même temps que son entraîneur Dedieu. Il y est titulaire pendant la saison 1935-1936. En 1938, il signe à l'US Revel (en), le champion de Division d'honneur de Midi-Pyrénées.
En 1973, devenu inspecteur et directeur départemental jeunesse et sport, il est l'auteur d'un livre historique sur le FC Sète, « La Mecque du football ou Mémoires d'un dauphin ».

## Palmarès
- Vainqueur du Championnat de France de football 1933-1934 avec le FC Sète
- Vainqueur de la Coupe de France de football 1933-1934 avec le FC Sète
- Finaliste de la Coupe de France de football 1930-1931 avec le SO Montpellier

## Statistiques
| Saison    | Club           | Championnat | Championnat | Championnat | Coupe(s) nationale(s) | Coupe(s) nationale(s) | Total | Total |
| Saison    | Club           | Division    | M.          | B.          | M.                    | B.                    | M.    | B.    |
| 1929-1930 | SO Montpellier | DH          | -           | -           | -                     | -                     | 0     | 0     |
| 1930-1931 | SO Montpellier | DH          | -           | -           | -                     | -                     | 0     | 0     |
| 1931-1932 | SO Montpellier | DH          | -           | -           | -                     | -                     | 0     | 0     |
| 1932-1933 | AS Béziers     | DH          | -           | -           | -                     | -                     | 0     | 0     |
| 1933-1934 | FC Sète        | D1          | 26          | 0           | 4+                    | 0                     | 30+   | 0     |
| 1934-1935 | FC Sète        | D1          | 24          | 0           | 3+                    | 0                     | 27+   | 0     |
| 1935-1936 | SO Montpellier | D2          | 30          | 0           | 2                     | 0                     | 32    | 0     |
| 1936-1937 | SO Montpellier | D2          | -           | -           | -                     | -                     | 0     | 0     |

## Liens
- Ressources relatives au sport :   - FootballDatabase
  - Transfermarkt
- Notices d'autorité :   - VIAF
  - ISNI
  - BnF (données)
  - IdRef